# Дебеляново
Дебеля̀ново е село в Южна България, община Баните, област Смолян.

## География
Село Дебеляново се намира в Западните Родопи, край левия бряг на Давидковска река, на около 25 km изток-североизточно от град Смолян, 6 km север-северозападно от село Баните, 16 km северозападно от град Ардино и 1,5 km източно от село Давидково. При Давидково от минаващия през него третокласен републикански път III-8611 се отделя на изток пътят за Дебеляново. Надморската височина в центъра на Дебеляново е около 850 m.
Населението на село Дебеляново, наброявало 310 души при преброяването към 1934 г. и 104 към 1985 г., намалява до 21 души (по текущата демографска статистика за населението) към 2019 г.

## История
Селото – тогава с име Кабà ач – е в България от 1912 г. Преименувано е на Дебеляново с министерска заповед № 3775, обнародвана на 7 декември 1934 г.
Към 31 декември 1934 г. към село Дебеляново спадат махалите Гъровци, Кара баджаковци, Лисиче (Дели имамовци) и Оброчище (Ахматлар).

## Обществени институции
В село Дебеляново към 2020 г. има джамия.